# Greensboro (Florida)
Greensboro è una città degli Stati Uniti d'America, situata in Florida, nella Contea di Gadsden.